# Крапчатый голубь
Крапчатый голубь (лат. Columba guinea) — африканский вид голубей. В качестве декоративной птицы крапчатого голубя выращивали в Великобритании уже в 1885 году.

## Описание
Крапчатый голубь длиной примерно 41 см. Оперение, в основном, серого цвета. Масса тела — от 250 до 350 г. 
У крапчатого голубя кроющие перья красно-коричневого цвета с треугольными белыми пятнами. На шее имеется широкое кольцо из красно-коричневых перьев с серыми вершинами и зеленоватым блеском. Верховые перья хвоста, а также грудь и брюхо серые. Клюв чёрный с почти белой восковицей. Радужные оболочки глаз жёлтые, внешнее кольцо от оранжевого до красного цвета. Кожа вокруг глаз беспёрая и красная.

## Распространение
Крапчатый голубь живёт в лесах и саваннах Африки. Ареал простирается от Сенегала до Сомали и далее на юг до Восточно-Африканской рифтовой долины. В южной Африке он населяет преимущественно Зимбабве, Ботсвану, Намибию и Южную Африку. 

## Питание
Крапчатый голубь питается семенами растений, а также зерном и земляными орехами. Приём пищи происходит преимущественно на земле, однако плоды птицы склёвывают непосредственно с деревьев. В горах Эфиопии птицы соседствуют с эфиопским голубем.

## Размножение
Период высиживания продолжается примерно 15 дней. Самка откладывает 2 яйца в гнездо, расположенное на выступах скал, на деревьях или в стенах домов. Выводок остаётся в гнезде от 20 до 23 дней.